# Dallachya vitiensis
Dallachya vitiensis ist die einzige Art in der Gattung Dallachya aus der Familie der Kreuzdorngewächse (Rhamnaceae). Das Verbreitungsgebiet liegt in Australien, Neuguinea und im pazifischen Raum.

## Beschreibung
Dallachya vitiensis wächst meist als Liane, seltener strauchförmig oder als kleiner Baum.
Die einfachen und kurz gestielten Laubblättern stehen wechselständig. Die kahle, ganzrandige bis und im vorderen Teil leicht bis schwach, teils entfernt, gesägte bis gezähnte Blattspreite ist 4 bis 11,5 Zentimeter lang und 1,5 bis 5 Zentimeter breit. Die eiförmige bis elliptische, ledrige Spreite ist abgerundet bis zugespitzt oder seltener eingebuchtet. Es werden sechs oder sieben Seitenadern gebildet. Der kurze Blattstiel ist 0,4 bis 1,4 Zentimeter lang und an der Oberseite rinnig. Die Nebenblätter sind dreieckig und etwa 1 bis 2,5 Millimeter lang.
Die kleinen, grünlich-weißen, fünfzähligen und zwittrigen Blüten mit doppelter Blütenhülle sind in sitzenden, achselständigen, doldenähnlichen Zymen angeordnet. Sie wachsen auf einem 4 bis 7 Millimeter langen Blütenstiel und haben einen Durchmesser von 3 bis 5 Millimetern. Der Blütenbecher ist kurz und der auffällige Diskus ist mit diesem verwachsen. Die dreieckigen, leicht fleischigen Kelchlappen sind etwa 2 Millimeter lang und auf der Innenseite gekielt. Die kleinen, schmalen und spatelförmigen Kronblätter sind etwa 1 bis 1,5 Millimeter lang. Die kurzen Staubfäden haben eine Länge von 1 bis 1,5 Millimeter, die Staubbeutel von etwa 0,6 Millimeter und sie liegen in den Kronblättern bzw. werden von diesen umgriffen. Der Fruchtknoten ist oberständig, der kurze Griffel etwa 1,2 Millimeter lang.
Die schwarzen, kleinen und rundlichen, glatten Früchte sind einkernige Steinfrüchte und wachsen einzeln in den Blattachseln. Sie sind bis etwa 8 Millimeter groß. Der Kelch bleibt meist an der Basis der Frucht erhalten. Das Perikarp ist bei Reife weich und wässrig, das Endokarp ist hart, ledrig und meist einfächrig.

## Verbreitung
Das natürliche Verbreitungsgebiet liegt im Nordosten Australiens, in Neuguinea und im pazifischen Raum, Polynesien, Melanesien. Dort wächst sie im Monsun- und Regenwald sowohl im Tiefland als auch in höheren Lagen.

## Systematik und Forschungsgeschichte
Dallachya vitiensis ist die einzige Art der daher monotypischen Gattung Dallachya aus der Familie der Kreuzdorngewächse (Rhamnaceae), in der sie der Tribus Rhamneae zugeordnet wird. George Bentham hat die Art 1863 in Flora Australiensis als Rhamnus vitiensis Benth. (Basionym) erstbeschrieben und sie damit der Gattung Kreuzdorn (Rhamnus) zugeordnet. Ferdinand von Mueller stellte die Art 1875 als Dallachya vitiensis in die neu erstellte Gattung Dallachya. Der Status als eigene Gattung wird von manchen Autoren nicht anerkannt, Albert Charles Smith ordnete die Art beispielsweise 1943 als Rhamnella vitiensis (Benth.) A.C.Sm. der Gattung Rhamnella zu. Der Gattungsname Dallachya ehrt den schottischen Gärtner, Kurator und Pflanzensammler John Dallachy (1808–1871).